# Togdheer
Togdheer (Arabisch: توغدير, Tūghdayr) is een regio (gobolka) in Somaliland (de jure Somalië). De hoofdstad is Burao en de regio wordt begrensd door Ethiopië in het zuiden en door de andere gobolka's Woqooyi-Galbeed (of Maroodi Jeex), Sool en Sanaag.
Togdheer is verdeeld in vier districten:
- District van Burao
- District van Sheikh
- District van Buuhoodle
- District van Oodwayne

Awdal · Bakool · Banadir · Bari · Bay · Galguduud · Gedo · Hiiraan · Midden-Juba · Midden-Shabelle · Mudug · Neder-Juba · Neder-Shabelle · Nugaal · Sanaag · Saaxil · Sool · Togdheer · Woqooyi-Galbeed
Galmudug · Jubaland · Puntland · Somaliland